# Pulau Buaya
Pulau Buaya est une île située au Sud de l'île principale de Singapour, au Nord-Est de la raffinerie de Jurong - Pulau Ayer Chawan dont elle est un des polders.

## Géographie
Elle s'étend sur environ 1,7 km de longueur pour une largeur approximative de 600 m.